# Зверева, Ольга Степановна
О́льга Степа́новна Зве́рева (18 июня 1901, Воронеж — 28 ноября 1967, Сыктывкар) — советский гидробиолог, диптеролог, доктор биологических наук (с 1965). Общественный деятель. Автор 85 научных работ, награждена медалью «За трудовую доблесть».

## Биография
Родилась в Воронеже 18 июня 1901 года, её отец, С. Е. Зверев, был священником, историком-краеведом. Третий ребёнок в семье; братья Михаил (1892), Георгий (1895), Митрофан (1903), Алексей (1904). В 1919 году поступила на физико-математический факультет Воронежского государственного университета, но окончила в 1925 году педагогический факультет, куда в начале 1920-х была передана кафедра зоологии беспозвоночных. Работала в Сибири, Архангельской области, на Волге и в Коми. В 1943 защитила кандидатскую диссертацию по теме «К изучению личинок Tendipedidae равнинных рек» (научный руководитель К. К. Сент-Илер). С 1962 года заведовала лабораторией ихтиологии и гидробиологии Института биологии Коми филиала АН СССР. Была членом Всесоюзного энтомологического общества и Всесоюзного гидробиологического общества. Умерла в Сыктывкаре 28 ноября 1967 года.

## Научная деятельность
Занималась гидробиолологическими исследованиями водоёмов Европейского Севера. На основаннии анализа данных по Вашуткиным озёрам, предложила несколько несколько гипотез для объяснения необычной биопродуктивности озёр Большеземельской тундры.

## Некоторые публикации
- Зверева О. С. Животное население сплавных бревен и бентос лесосплавного участка реки // Доклады АН СССР : журнал. — 1947. — Т. 56, № 6. — С. 647—650.
- Зверева О. С. Новые формы личинок тендипедид из рек Печоры и Вычегды // Энтомологическое обозрение : журнал. — 1950. — Т. 31, № 1—2. — С. 262—284.
- Зверева О. С. Новая форма личинок Tendipedidae  (Diptera) из Печоры // Энтомологическое обозрение : журнал. — 1957. — Т. 31, № 1. — С. 231—232.
- Зверева О. С. Особенности биологии главных рек Коми АССР. — Л.: Наука, 1969. — 279 с.

## Виды, описанные Зверевой
- Brillia dendrophila (Zvereva, 1950)
- Cryptochironomus vytshegda (Zvereva, 1950)
- Chironomus dendrophila (Zvereva, 1950)
- Chironomus komensis (Zvereva, 1950)
- Glyptotendipes dendrophila (Zvereva, 1950)
- Psectrocladius dendrophilus (Zvereva, 1950)
- Tokunagayusurika jacutica (Zvereva, 1950)
- Tokunagayusurika kamensis (Zvereva, 1950)